# 須貝止
須貝 止（すがい とどむ、1883年8月10日 - 1947年8月14日）は、日本の神学者、教育者、聖職者。聖公会神学院院長、立教大学文学部宗教学科教授・学科長、日本聖公会南東京教区主教、東京の諸聖徒教会牧師、聖路加国際病院理事長、聖路加女子学園（現・聖路加国際大学）理事長。

## 人物・経歴
青森県生まれ。1908年（明治41年）に東京三一神学校（現・聖公会神学院）を卒業。神学校時代の友人に山村暮鳥（詩人）がいた。その後、シカゴのウェスタン・セミナリーで学び、神学学士（BD）および神学博士（STD）を取得。
昭和初期には立教大学文学部教授及び予科教授としてギリシア語を教えたのち、同大学文学部宗教学科長に就任し、ギリシア語のほかキリスト教経典学を講じた。
戦時中、戦況が深まるにつれ、軍部は国家国民をその支配の下に置こうと、キリスト教をカトリックと、その他の教派を合同させた日本キリスト教団の二派だけに統合しようと画策した。これに対し、聖公会は日本キリスト教団への合同反対派と賛成派に分かれ、須貝止、佐々木鎮次の両主教を始め、佐々木順三（後の立教大学総長）などは反対派として文部省宗教局へ聖公会の単独教団認可の陳情を始める。その結果、合同賛成派で大久保基督教会の信徒総代の一人であった佐伯好郎による刑事告訴もあり、反対派は軍の意に反するものとして、須貝、佐々木鎭次両主教は国家に種々反する疑惑ありとして1945年（昭和20年）3月、憲兵隊に連行されて厳しい取り調べを受けた（日本聖公会秘密結社事件）。秘密結社の立証はできなかったため6月10日に釈放されたが、2人とも歩行困難なまでに衰弱し、須貝に至っては体重33.7kgにまで激減していたという。佐々木順三も一高教頭職を辞することになるなど、数々の迫害を受けたといわれる。しかし、反合同派は、自己の信念をまげることなく反対の考えを守り通した。
戦後となり、連合国軍最高司令官ダグラス・マッカーサー（聖公会信徒）の命で文部省訓令第8号が発布され、信教の自由が保証されると、立教大学を始めとする立教学院は、ポール・ラッシュ（GHQ職員、立教大学元教授）のもとで再生に向けて動ぎ出し、理事会は戦時下で「皇国ノ道ニヨル教育」としていた寄附行為目的を「基督教主義ニヨル教育」に復帰することを可決する。一方でGHQにより、戦時下で大学を運営してきた3代目総長の三辺金蔵ほか11名が追放され、首脳陣の後任人事が困難な状況となるが、須貝の説得により佐々木順三が後任の総長を引き受けることを決め、立教は復興に向けた歩みを進めていくこととなった。
須貝止もまた、聖公会神学院の戦後最初の院長に就任し、日本聖公会の再興を進めたほか、1946年3月から聖路加国際病院の理事長と聖路加女子学園（現・聖路加国際大学）の理事長も務めたが、上述の戦時下の過酷な弾圧による体力の衰えが著しく、1947年に死去した。

## 著書
- 『魂の巡礼』 日本聖公会出版社、1927年
- 『新約とその背景』 聖公会出版社、1936年